# فیلیپ کروئلز
فیلیپ کروئلز (انگلیسی: Philipp Kreuels؛ زادهٔ ۱۱ ژانویهٔ ۱۹۸۵) بازیکن فوتبال اهل آلمان است.
از باشگاه‌هایی که در آن بازی کرده‌است می‌توان به باشگاه فوتبال زاربروکن، باشگاه فوتبال روت‌وایس اسن، و باشگاه فوتبال وولفسبورگ اشاره کرد.